# آنا لويز سترونج
آنا لويز سترونج (بالإنجليزية: Anna Louise Strong)‏ هي كاتِبة وصحفية أمريكية، ولدت في 24 نوفمبر 1885 في فريند في الولايات المتحدة، وتوفيت في 29 مارس 1970 في بكين في الصين.

## وصلات خارجية
- آنا لويز سترونج على موقع الموسوعة البريطانية (الإنجليزية)